# Tomorrow (album SR-71)
Tomorrow – drugi album pop punkowej grupy SR-71. Na tej płycie na perkusji po raz pierwszy zagrał John Allen, ponieważ Dan Garvin opuścił zespół wkrótce po zakończeniu trasy koncertowej promującej pierwszy album zespołu Now You See Inside. Utwór "My World" z tego albumu został ponownie nagrany przez Bo Bice'a na swój debiutancki album The Real Thing, lider zespołu SR-71 Mitch Allan grał na gitarze i basie. Piosenka ta została ponownie nagrana od nowa w 2007 roku i wydana jako singiel w 2008 przez Mitcha Allana jako promocja jego pierwszego solowego albumu Clawing My Way to the Middle. Jego wersja był łagodniejsza niż oryginał i została nazwana "Makes Me High".

## Lista utworów
| #  | Nazwa                     | Tekst                                      | Czas |
| -- | ------------------------- | ------------------------------------------ | ---- |
| 1  | "They All Fall Down"      | Mitch Allan                                | 3:24 |
| 2  | "Tomorrow"                | Mitch Allan                                | 3:48 |
| 3  | "My World"                | Mitch Allan, John Allen                    | 3:35 |
| 4  | "Hello Hello"             | Mitch Allan                                | 4:02 |
| 5  | "Truth"                   | Mitch Allan, John Allen, Mark Beauchemin   | 3:48 |
| 6  | "Goodbye"                 | Mitch Allan, Butch Walker                  | 3:40 |
| 7  | "She Was Dead"            | Mitch Allan, Kevin Kadish                  | 2:31 |
| 8  | "The Best Is Yet To Come" | Mitch Allan                                | 4:33 |
| 9  | "Broken Handed"           | Mitch Allan                                | 3:48 |
| 10 | "Lucky"                   | Mitch Allan, Butch Walker, Mark Beauchemin | 3:17 |
| 11 | "In My Mind"              | Mitch Allan                                | 5:24 |
| 12 | "Non-Toxic" (Remix)       | Mitch Allan                                | 4:17 |

Dodatkowe utwory w wersji japońskiej
| #  | Nazwa                         | Tekst                   | Czas |
| -- | ----------------------------- | ----------------------- | ---- |
| 13 | "My World" (Acoustic version) | Mitch Allan, John Allen | 3:35 |

## Single
- "Tomorrow"
- "My World"

## Listy przebojów
Album
| Rok  | Lista         | Pozycja |
| ---- | ------------- | ------- |
| 2002 | Billboard 200 | 138     |

Single
| Rok  | Singiel    | Lista                        | Pozycja |
| ---- | ---------- | ---------------------------- | ------- |
| 2002 | "Tomorrow" | Billboard Modern Rock Tracks | 18      |

## Personel
- Zespół SR-71
  - Mitch Allan – śpiew, gitara
  - Jeff Reid – gitara basowa, wokal wspierający
  - John Allen – perkusja, wokal wspierający
  - Mark Beauchemin – gitara, wokal wspierający

- Producenci: Neal Avron, Butch Walker, David Bendeth, Mitch Allan
- Montażyści: Butch Walker, Mitch Allan, Neal Avron
- Mixing: Neal Avron
- Mastering: Ted Jensen